# Szent Gellért Fórum
Szent Gellért Fórum – stadion piłkarski w Segedynie, na Węgrzech. Został otwarty 28 sierpnia 2019 roku. Może pomieścić 8256 widzów. Swoje spotkania rozgrywają na nim piłkarze klubu Szeged-Csanád Grosics Akadémia.
Budowa stadionu oficjalnie rozpoczęła się 9 kwietnia 2018 roku, a otwarcie obiektu miało miejsce 28 sierpnia 2019 roku (na inaugurację odbył się koncert Plácido Domingo). Stadion posiada typowo piłkarski układ, z czterema zadaszonymi trybunami, usytuowanymi za liniami końcowymi boiska. Każda z trybun po bokach jest wyraźnie „ścięta”, a narożniki pozostają niezabudowane (dla dopełnienia formy stadionu rozciągnięto w nich jedynie siatkę elewacyjną), co nadaje stadionowi charakterystyczny kształt. Każda z trybun ma podobną formę, jedynie główna trybuna po stronie zachodniej ma nieco inny charakter, gdyż mieści tzw. „skyboxy”.